# Michi Goto
Michi Goto (後藤 三知?, Goto Michi; Suzuka, 27 luglio 1990) è una calciatrice giapponese di ruolo attaccante.

## Carriera

### Nazionale
Il 7 marzo 2007, Goto è convocata nella Nazionale maggiore in occasione di una partita contro Canada. Goto ha disputato anche le edizioni di Coppa d'Asia 2008 e 2014. In tutto, Goto ha giocato 7 partite con la Nazionale nipponica riuscendo a segnare 2 gol.

## Statistiche

### Cronologia presenze e reti in nazionale
| Cronologia completa delle presenze e delle reti in nazionale ― Giappone | Cronologia completa delle presenze e delle reti in nazionale ― Giappone | Cronologia completa delle presenze e delle reti in nazionale ― Giappone | Cronologia completa delle presenze e delle reti in nazionale ― Giappone | Cronologia completa delle presenze e delle reti in nazionale ― Giappone | Cronologia completa delle presenze e delle reti in nazionale ― Giappone | Cronologia completa delle presenze e delle reti in nazionale ― Giappone | Cronologia completa delle presenze e delle reti in nazionale ― Giappone |
| Data                                                                    | Città                                                                   | In casa                                                                 | Risultato                                                               | Ospiti                                                                  | Competizione                                                            | Reti                                                                    | Note                                                                    |
| ----------------------------------------------------------------------- | ----------------------------------------------------------------------- | ----------------------------------------------------------------------- | ----------------------------------------------------------------------- | ----------------------------------------------------------------------- | ----------------------------------------------------------------------- | ----------------------------------------------------------------------- | ----------------------------------------------------------------------- |
| 7-3-2008                                                                | Larnaca                                                                 | Giappone                                                                | 0 – 3                                                                   | Canada                                                                  | Cyprus Cup 2008                                                         | -                                                                       |                                                                         |
| 31-5-2008                                                               | Ho Chi Minh                                                             | Giappone                                                                | 11 – 0                                                                  | Taipei cinese                                                           | Coppa d'Asia 2008                                                       | 2                                                                       |                                                                         |
| 26-9-2013                                                               | Chiba                                                                   | Giappone                                                                | 2 – 0                                                                   | Nigeria                                                                 | Amichevole                                                              | -                                                                       |                                                                         |
| 8-5-2014                                                                | Osaka                                                                   | Giappone                                                                | 2 – 1                                                                   | Nuova Zelanda                                                           | Amichevole                                                              | -                                                                       |                                                                         |
| 14-5-2014                                                               | Ho Chi Minh                                                             | Giappone                                                                | 2 – 2                                                                   | Australia                                                               | Coppa d'Asia 2014                                                       | -                                                                       |                                                                         |
| 18-5-2014                                                               | Thủ Dầu Một                                                             | Giappone                                                                | 7 – 0                                                                   | Giordania                                                               | Coppa d'Asia 2014                                                       | -                                                                       |                                                                         |
| 25-5-2014                                                               | Ho Chi Minh                                                             | Giappone                                                                | 1 – 0                                                                   | Australia                                                               | Coppa d'Asia 2014                                                       | -                                                                       |                                                                         |
| Totale                                                                  |                                                                         | Presenze                                                                | 7                                                                       |                                                                         | Reti                                                                    | 2                                                                       |                                                                         |